# Fernando Garavito
Fernando Garavito Pardo (Bogotá, 1944-Nuevo México, 27 de octubre de 2010) fue un periodista y abogado colombiano. Fue bachiller del Colegio Mayor de San Bartolomé y se graduó en Derecho en la Universidad Javeriana.
Desde 2010 era editor adjunto de la revista digital Razón Pública.

## Amenazas del Paramilitarismo y exilio
Fue redactor, editor y director de distintos medios de comunicación. En 1998 se vinculó al diario colombiano El Espectador, donde se hizo conocer por su columna de opinión, “El Señor de las Moscas”. Debido a sus opiniones en esa columna Garavito fue amenazado por paramilitares y estuvo obligado a exiliarse fuera de Colombia.

## Caso Banco del Pacífico
Cuando escribió el artículo “¿Por qué los autores del desfalco a la Nación a través del Banco del Pacífico ocupan los más altos cargos administrativos del nuevo gobierno del Presidente Uribe Vélez?” fue despedido del diario El Espectador.

## Obras
Poesía
- Ja, 1968-1976, 1976
- Ilusiones y erecciones, 1989

Periodismo
- La campaña electoral (1980-1982): reportajes de Juan Mosca, 1983
- El corazón de oro, 1993
- Jaime Castro: tres años de soledad, reportajes de Juan Mosca, 1993
- País que duele: una década en la historia de Colombia (1985-1995), 1996
- El vuelo de las moscas, 2003

Como editor
- Diez poetas colombianos, 1976
- Cien mujeres colombianas: (antología de poemas), 1992

Como colaborador
- Biografía no autorizada de Álvaro Uribe Vélez (el señor de las sombras) de Joseph Contreras, 2002

Otros
- Bogotá: ayer, hoy y mañana, 1987
- Ricardo Medina Moyano: vida, obra y pensamiento jurídico, 1993
- Querido Ernesto: esbozo sobre Ernesto Samper, 1993
- Eduardo Umaña Luna: un hombre, una vida, un país, 2001
- Paramilitar para paramilitares, 2006
- Banquete de Cronos: 1944-2007, 2007

Libros póstumos
- De la luna y el sol, 2015

## Reconocimientos
En el año 2001 obtuvo el Premio de Periodismo Simón Bolívar, por su investigación sobre la tragedia del Palacio de Justicia.

## Fallecimiento
El reconocido comunicador sufrió un accidente de tránsito en Nuevo México, Estados Unidos, el 27 de octubre de 2010.
Murió el periodista Fernando Garavito 'El señor de las moscas' o 'Juan Mosca' sus seudónimos en su columna de El Espectador y otros medios falleció en un accidente de tránsito en Nuevo México (EE. UU.).